# Thomas Ahrens
Thomas Ahrens   (Mölln, 27 de maig de 1948) és un remer alemany, ja retirat, que va competir durant la dècada de 1960.
El 1964 va prendre part en els Jocs Olímpics d'Estiu de Tòquio, on va guanyar la medalla de plata en la prova del vuit amb timoner del programa de rem. N'era el timoner de l'embarcació.
En el seu palmarès també destaca una medalla d'or al Campionat del món de rem de 1962 i dues medalles d'or al Campionat d'Europa de rem, el 1963 i 1964. També guanyà quatre campionats d'Alemanya.